# Relevant
Relevant és un municipi francès situat al departament de l'Ain i a la regió d'Alvèrnia-Roine-Alps. L'any 2007 tenia 417 habitants.

## Demografia

### Població
El 2007 la població de fet de Relevant era de 417 persones. Hi havia 152 famílies de les quals 26 eren unipersonals (13 homes vivint sols i 13 dones vivint soles), 55 parelles sense fills, 63 parelles amb fills i 8 famílies monoparentals amb fills.
La població ha evolucionat segons el següent gràfic:
Habitants censats

### Habitatges
El 2007 hi havia 178 habitatges, 156 eren l'habitatge principal de la família, 18 eren segones residències i 4 estaven desocupats. 168 eren cases i 9 eren apartaments. Dels 156 habitatges principals, 123 estaven ocupats pels seus propietaris, 32 estaven llogats i ocupats pels llogaters i 1 estava cedit a títol gratuït; 11 tenien dues cambres, 24 en tenien tres, 36 en tenien quatre i 85 en tenien cinc o més. 143 habitatges disposaven pel capbaix d'una plaça de pàrquing. A 55 habitatges hi havia un automòbil i a 98 n'hi havia dos o més.

### Piràmide de població
La piràmide de població per edats i sexe el 2009 era:
| Homes | Edats   | Dones |
| ----- | ------- | ----- |
| 0     | 95 o +  | 0     |
| 0     | 90 a 94 | 0     |
| 4     | 85 a 89 | 0     |
| 0     | 80 a 84 | 0     |
| 0     | 75 a 79 | 4     |
| 12    | 70 a 74 | 0     |
| 20    | 65 a 69 | 12    |
| 8     | 60 a 64 | 16    |
| 8     | 55 a 59 | 4     |
| 16    | 50 a 54 | 20    |
| 16    | 45 a 49 | 8     |
| 12    | 40 a 44 | 20    |
| 16    | 35 a 39 | 24    |
| 12    | 30 a 34 | 16    |
| 8     | 25 a 29 | 0     |
| 8     | 20 a 24 | 4     |
| 24    | 15 a 19 | 12    |
| 16    | 10 a 14 | 4     |
| 4     | 5 a 9   | 32    |
| 16    | 0 a 4   | 4     |

## Economia
El 2007 la població en edat de treballar era de 266 persones, 220 eren actives i 46 eren inactives. De les 220 persones actives 205 estaven ocupades (105 homes i 100 dones) i 14 estaven aturades (8 homes i 6 dones). De les 46 persones inactives 18 estaven jubilades, 15 estaven estudiant i 13 estaven classificades com a «altres inactius».

### Ingressos
El 2009 a Relevant hi havia 166 unitats fiscals que integraven 430 persones, la mediana anual d'ingressos fiscals per persona era de 19.688 €.

### Activitats econòmiques
Dels 22 establiments que hi havia el 2007, 1 era d'una empresa extractiva, 1 d'una empresa de fabricació d'altres productes industrials, 3 d'empreses de construcció, 6 d'empreses de comerç i reparació d'automòbils, 1 d'una empresa de transport, 1 d'una empresa d'hostatgeria i restauració, 1 d'una empresa financera, 6 d'empreses de serveis i 2 d'empreses classificades com a «altres activitats de serveis».
Dels 3 establiments de servei als particulars que hi havia el 2009, 1 era un paleta i 2 lampisteries.
L'únic establiment comercial que hi havia el 2009 era una floristeria.
L'any 2000 a Relevant hi havia 22 explotacions agrícoles que ocupaven un total de 820 hectàrees.

## Equipaments sanitaris i escolars
El 2009 hi havia una escola elemental integrada dins d'un grup escolar amb les comunes properes formant una escola dispersa.

## Poblacions més properes
El següent diagrama mostra les poblacions més properes.